# Kalugumalai
Kalugumalai är en ort i Indien.   Den ligger i distriktet Thoothukkudi och delstaten Tamil Nadu, i den södra delen av landet, 2 200 km söder om huvudstaden New Delhi. Kalugumalai ligger 119 meter över havet och antalet invånare är 15 423.
Terrängen runt Kalugumalai är platt. Runt Kalugumalai är det tätbefolkat, med 343 invånare per kvadratkilometer. Närmaste större samhälle är Kovilpatti, 18,4 km öster om Kalugumalai. Omgivningarna runt Kalugumalai är en mosaik av jordbruksmark och naturlig växtlighet.